# Othonna pteronioides
Othonna pteronioides là một loài thực vật có hoa trong họ Cúc. Loài này được Harv. mô tả khoa học đầu tiên.